# Jönköpings Folkets park
Jönköpings Folkets park var en folkpark i Jönköping. Den läg mellan 1923 och 1970 vid Herkulesvägen i Jönköping.
Omedelbart söder om Simsholmen på en udde i Munksjön fanns till andra hälften av 1800-talet ett skogbevuxet, obebebyggt område mot sjön. Området låg på Strömsbergs säteris ägor och hyrdes av hamnkaptenen i Jönköping, baningenjören Oscar Sandberg. Han uppförde där omkring 1880 sommarhuset Oscarshall, en träbyggnad med ett spetsigt tak och med en veranda mot sjön. Vid sjön anlades en svart- och vitmålad brygga, som senare användes som ångbåtsbrygga. På tomten fanns även en del trädgårdsodlingar.
Marken köptes 1905 av Jönköpings stad, som 1923 hyrde ut den till Jönköpings Folkets parkförening. Huset Oscarshall användes under många år som serveringsbyggnad i parken. I början av 1970-talet revs flertalet byggnader i folkparken och 1984 revs också Oscarshall.
På tomten öppnade 1983 det då kommunägda Djursjukhuset i Jönköping, som blev privatägt 2003. År 2020 flyttade djursjukhuset till industriområdet Hedenstorp vid Jönköpings flygplats.
Det inrättades där också en av Jönköpings kommuns sortergårdar för avfall, vilken 2017 flyttade till Råslätt. Marken har därefter från 2020 disponerats som aktivitets- och parkområde.